# Morpho bahiana
Morpho bahiana är en fjärilsart som beskrevs av Hans Fruhstorfer 1897. Morpho bahiana ingår i släktet Morpho och familjen praktfjärilar. Inga underarter finns listade i Catalogue of Life.